# ボストン・カレッジ・ロー・スクール

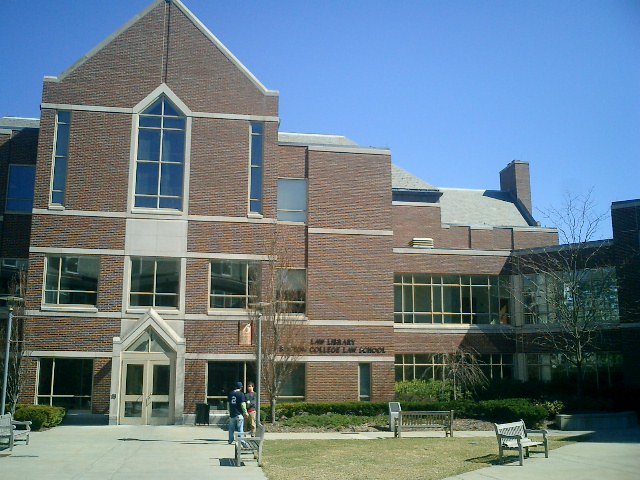
ボストンカレッジ・ロースクール

ボストン・カレッジ・ロー・スクール（Boston College Law School, 通称BC Law）は、アメリカ合衆国マサチューセッツ州ボストン市西部、ニュートン市にある、ボストンカレッジ付属のロースクール。キャンパスはチェスナットヒル地区にある大学から約2.4km (1.5マイル)離れた所にある。ボストンカレッジの最大の大学院であり、学生数は800人。最も有名な卒業生は、連邦上院議員であり2004年の民主党大統領候補であったジョン・ケリー。
アメリカで最も競争率の高いロースクールの1つで、2005年の約7000人の志願者のうち20%が合格。U.S. News & World Report の最新順位は27位だが、卒業後、民間で働く卒業生の年間収入の平均は1位の12.5万ドル (約1450万円)。司法試験合格率は93%である。卒業生の58%が法律事務所で働く。
現在はボストンカレッジのニュートン・キャンパスに位置しているが、1929年に創立された時はボストン市内にあった。その後、ボストンカレッジのチェスナットヒル・キャンパスのロワー・キャンパスにあるイグナチオ教会の前に引っ越した後、現在に至る。ニュートン・キャンパスは大学1年生の寮も兼ねているため、ロースクールの学生と大学生が一緒にいるという、アメリカではとても珍しいロースクールである。

## 著名な卒業生

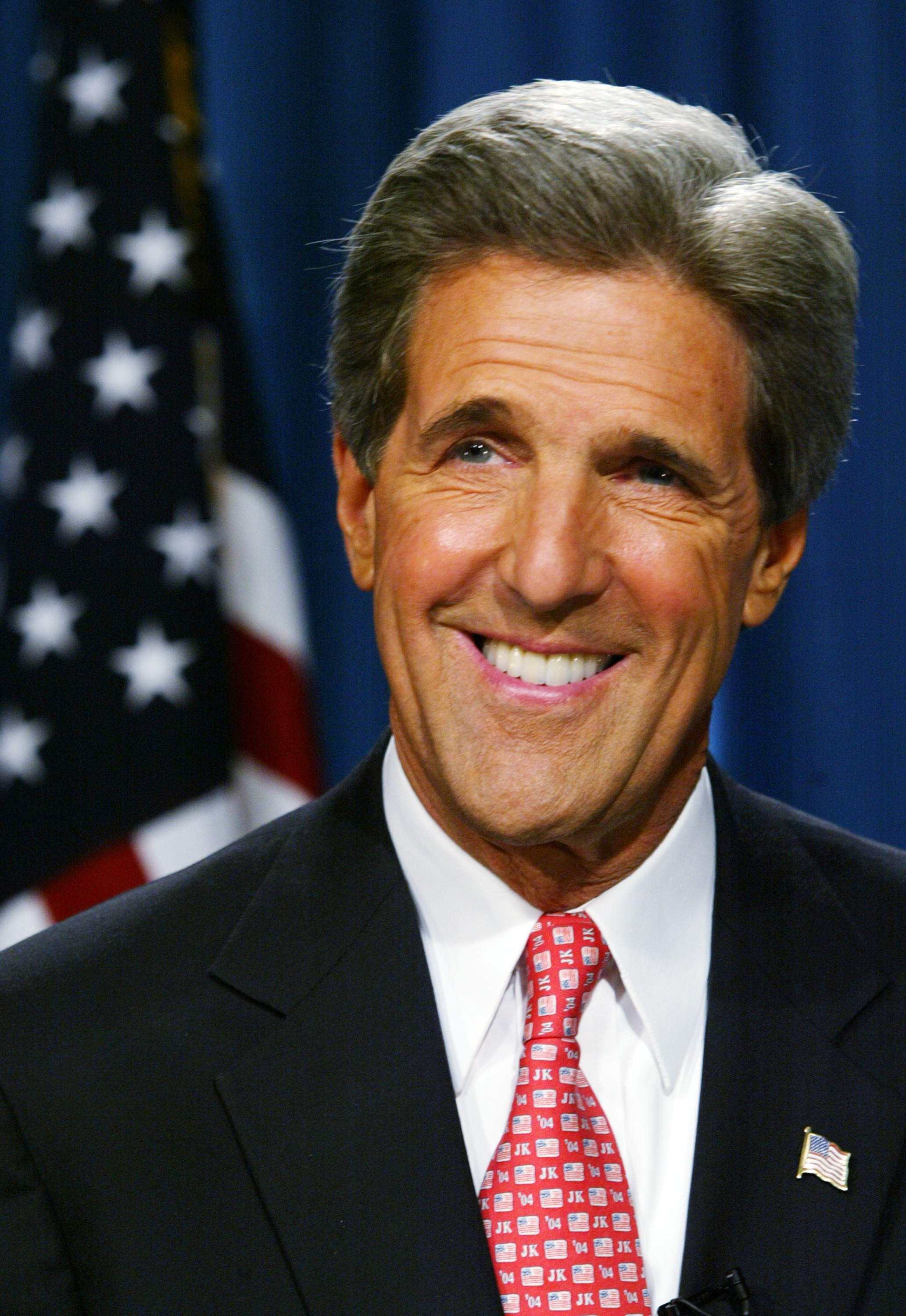
ジョン・ケリー  1976年